# Distretto di Kanchanpur
Il distretto di Kanchanpur è un distretto del Nepal di 377.899 abitanti, che ha come capoluogo Mahendranagar.
Il distretto fa parte della provincia Sudurpashchim Pradesh; fino al 2015 faceva parte della zona di Mahakali nella Regione dell'Estremo Occidente.